# 1336
1336 (MCCCXXXVI) a fost un an bisect al calendarului iulian, care a început într-o zi de miercuri.

## Evenimente
- 5 mai: Decret prin care evreii din Pamplona sunt grupați în cartiere delimitate.
- 20 iunie: Emiterea bulei "Summi magistri", prin care se reformează ordinul benedictin.
- 4 iulie: Bătălia de la Minatogawa. Shogunul Ashikaga Takauji înfrânge forțele imperiale japoneze. Începutul perioadei Muromachi, în istoria Japoniei.
- 5 octombrie: Măsuri luate de regele Eduard al III-lea al Angliei împotriva negustorilor flamanzi; ca rezultat, țesătorii din Flandra se revoltă, sub conducerea lui Jacob van Artevelde.
- 28 noiembrie: Bula "Redemptor noster", emisă de papa Benedict al XII-lea la adresa franciscanilor.

### Nedatate
- martie: Regele Filip al VI-lea al Franței strânge o flotă în Marsilia, în intenția de a ajunge în Ierusalim.
- Bizantinii recuperează insula Lesbos de la genovezi.
- Frații Harihara și Bukka Raya întemeiază statul hindus Vijayanagar, la sud de podișul Deccan, în India, ca urmare a alungării sultanului de Delhi.
- Orașul scoțian Aberdeen este incendiat de către englezi.

## Arte, științe, literatură și filozofie
- Crearea colegiului "Ave Maria" la Paris, de către Jean de Hubant.

## Înscăunări
- Komyo, împărat al Japoniei (1336-1348)
- Petru al IV-lea, rege al Aragonului (1336-1387)

## Nașteri
- 9 aprilie: Timur Lenk, conducător mongol, cel care l-a făcut prizonier pe Baiazid I în lupta de la Ankara (1402), (d. 1405)
- 25 iulie: Albert I, duce al Bavariei (d. 1404)
- Baldassare Buonaiuti, scriitor italian (d. 1386)
- Bianca de Savoia (d. 1387)
- Ciprian, mitropolit al Moscovei (d. 1406)
- Gao Qi, poet chinez (d. 1374)
- Grigore XI (n. Pierre Roger de Beaufort), papă (d. 1378)
- Inocențiu VII (n. Cosimo Gentile Migliorati), papă (d. 1406)

## Decese
- 27 ianuarie: Alfonso al IV-lea, 36 ani, rege al Aragonului (1327-1336), (n. 1299)
- 25 februarie: Margiris (Margis), prinț lituanian (n. ?)
- 17 mai: Go-Fushimi, 47 ani, împărat al Japoniei (n. 1288)
- 4 iulie: Elisabeta de Aragon, 64 ani, regină consort a Portugaliei (n. 1271)
- Cino da Pistoia, 65 ani, poet și jurist italian (n.c. 1270)

- Guillaume Pierre Godin, filosof francez (n. 1260)
- Ramon Muntaner, 65 ani, conducător militar și memorialist catalan (n.c. 1270)
- Richard de Wallingford, matematician englez (n. 1292)